# Crockett, Kalifornien
Crockett är en ort i Contra Costa County i delstaten Kalifornien, USA.